# Oncojapyx
Oncojapyx es un género de Diplura en la familia Japygidae.

## Especies
- Oncojapyx basilewskyi Pagés, 1952
- Oncojapyx machadoi Silvestri, 1948
- Oncojapyx peramatus Pagés, 1952